# Ahora (álbum de Rosa López)
Ahora es el título del segundo álbum de estudio de la cantante Rosa López. El álbum fue puesto a la venta el 28 de octubre de 2003.

## Álbum

### Contenido
Una vez firmado un nuevo contrato con Vale Music y BMG Music. La grabación del disco comenzó en agosto de 2003 bajo la producción de los hermanos Ten y la dirección artística de Kike Tejada, en los estudios Ten Production de Sabadell (Barcelona). Un álbum dónde comenzó a manejar una nueva imagen y género musical. La cantante quiso estar presente en la selección de los catorce temas de este nuevo disco, tres de ellos compuestos por ella misma titulados («Ahora sabes cómo soy» compuesta cuando tenía 14 años), («Destino»), («Tú» tema dedicado a sus fanes), una versión de uno de los grandes temas de la historia el pop, Your song de Elton John, («Después de ti») una versión del tema Before Your Love la cantante estadounidense Kelly Clarkson y Adagio de Albinoni a versión en español («Ausencia») siendo la primera cantante en cantar el tema al español. Ahora es un disco de diversos estilos como el soul, el funk, el dance y con un hueco para las baladas, en total 12 canciones.

## Lista de canciones
| N.º | Título                       | Escritor(es)                                   | Duración |  |
| 1.  | «La esencia de tu voz»       | Niels Rayet / Thomas W.Schmidt / Samuel Waermo | 3:02     |  |
| 2.  | «Don't stop the music, baby» | Craig Hardy / David James / Joy Hume           | 3:55     |  |
| 3.  | «Un sábado más»              | Gerldine Delacoux / Nicolas Neidhardt          | 3:38     |  |
| 4.  | «No soy para ti»             | Hakan Lundberg / Tony Marty                    | 3:20     |  |
| 5.  | «Después de ti»              | Desmond Child / Gay Burr / C. Dennis           | 3:53     |  |
| 6.  | «Your song»                  | Elton John / Bernie Taupin                     | 4:03     |  |
| 7.  | «Ahora sabes como soy»       | Rosa López                                     | 3:45     |  |
| 8.  | «Miles de estrellas»         | M. King                                        | 3:51     |  |
| 9.  | «Sin miedo a caer»           | Steev Lee / Peter Gordeno                      | 3:39     |  |
| 10. | «Mejor sin ti»               | Chris Rodríguez / Craig Young                  | 3:36     |  |
| 11. | «Qué te ha dado ella»        | Daniel Betancourt                              | 4:27     |  |
| 12. | «Destino»                    | Rosa López / Eduardo Alcántara                 | 3:50     |  |

| Bonus track |                                     |                                                      |          |  |
| N.º         | Título                              | Escritor(es)                                         | Duración |  |
| 1.          | «Ausencia (Adagio)» (Nueva versión) | Música de Tomaso Albinoni/adaptación de pilar Zamora | 4:10     |  |
| 2.          | «Tú»                                | Joan Mila / Toni Ten                                 | 3:47     |  |

### Posición en lista
| País   | Asociación | Lista           | Primera semana         | Posición | Semanales | Última semana       | Posición anual | Certificación | Ref.        |
| España | Promusicae | Top 100 Álbumes | 5 de noviembre de 2003 | 1        | 22        | 16 de enero de 2005 | 13             | 2× Platino    | [ 6 ] [ 7 ] |

## Sencillos

### La esencia de tu voz
Sencillo que se editó en formato físico para radios.
| País   | Asociación         | Lista        | Primera semana          | Posición | Semanales | Última semana           | Ref.  |
| España | Los 40 Principales | Lista los 40 | 22 de noviembre de 2003 | 1        | 5         | 20 de diciembre de 2003 | [ 8 ] |

Videoclip: «La esencia de tu voz» en YouTube.

### Don't stop the music, baby
Sencillo que se editó en formato físico para radios y tiendas.

#### Lista de canciones
| N.º | Título                                                      | Duración |  |
| 1.  | «Don't stop the music, baby» (Xtm 70's remix)               | 4:40     |  |
| 2.  | «Don't stop the music, baby» (David Gausa Sutil Anthem mix) | 8:49     |  |
| 3.  | «Don't stop the music, baby» (Oriol grespo remix)           | 3:38     |  |

#### Posición en lista
| País   | Asociación         | Lista          | Primera semana       | Posición | Semanales | Última semana       | Ref.   |
| España | Promusicae         | Top 20 Singles | 1 de febrero de 2004 | 2        | 9         | 28 de marzo de 2004 | [ 9 ]  |
| España | Los 40 Principales | Lista los 40   | 24 de enero de 2004  | 5        | 9         | 20 de marzo de 2004 | [ 10 ] |

Videoclip: «Don't stop the music, baby» en YouTube.

### Un sábado más
Sencillo que se editó en formato físico para radios.

### Miles de estrellas
Sencillo que se editó en formato físico para radios.

## Conciertos
| Día                      | Localidad     | Escenario                                          |
| ------------------------ | ------------- | -------------------------------------------------- |
| 24 de abril de 2004      | Elche         | La Rotonda (parque municipal de Elche, anfiteatro) |
| 30 de abril de 2004      | Muro de Alcoy | Discoteca ALBADES                                  |
| 21 de mayo de 2004       | Ibiza         | Recinto ferial                                     |
| 30 de mayo de 2004       | alcantarilla  | Recinto Entrevias                                  |
| 5 de junio de 2004       | Toledo        | Pabellón multiusos recinto ferial La Peraleda      |
| 11 de junio de 2004      | Sevilla       | Auditorio municipal Rocío Jurado de Sevilla        |
| 17 de junio de 2004      | Granada       | Palacio de los Deportes de Granada                 |
| 21 de junio de 2004      | Alicante      | Puerto                                             |
| 23 de junio de 2004      | Santander     | Avda. del Stadium                                  |
| 25 de junio de 2004      | Vicálvaro     | Auditorium recinto ferial                          |
| 2 de julio de 2004       | Benalmádena   | Teatro Tivoli                                      |
| 24 de julio de 2004      | Marbella      | Hotel Incosol                                      |
| 31 de julio de 2004      | Benalmádena   | Teatro Tivoli                                      |
| 12 de agosto de 2004     | Torrevieja    | Eras de la Sal                                     |
| 16 de agosto de 2004     | Maracena      | Campo de fútbol                                    |
| 21 de agosto de 2004     | Málaga        | Auditorio municipal                                |
| 27 de agosto de 2004     | Astorga       | Plaza de Toros                                     |
| 3 de septiembre de 2004  | Valladolid    | Plaza Mayor de Valladolid                          |
| 8 de septiembre de 2004  | Elda          | Campo Anexo Pepico Amat                            |
| 11 de septiembre de 2004 | Meliana       | Campo de fútbol                                    |
| 12 de octubre de 2004    | Fuengirola    | Palacio de la Paz                                  |
| 22 de octubre de 2004    | Candelaria    | Plaza de la Basílica                               |
| 24 de octubre de 2004    | Madrid        | Palacio de Congresos de Madrid                     |
| 28 de octubre de 2004    | Barcelona     | Auditorio de Barcelona                             |
| 31 de octubre de 2004    | Barcelona     | Auditorio de Barcelona                             |

## Rosa en concierto
Rosa en concierto fue el primer álbum en vivo de la cantante Rosa López, publicado el 12 de diciembre de 2005. Se grabó en el auditorio de Barcelona, España el 31 de octubre de 2004. Fue el último concierto de la "Gira Ahora", en el 2004, con las entradas agotadas. El DVD contiene catorce temas, dos medley, un intro y un libreto creado por el club de fanes.

### Lista de canciones
| Álbum        | Canción                         |
| ------------ | ------------------------------- |
| Intro        | Intro                           |
| Ahora (2003) | «Don't stop the music, baby»    |
| Rosa (2002)  | «Las calles de Granada»         |
| Rosa (2002)  | «Solo queda tiempo para marte»  |
| Rosa (2002)  | «I say a little payer»          |
| Ahora        | «Después de ti»                 |
| Ahora        | «Un sábado más»                 |
| Ahora        | «Mejor sin ti»                  |
| Ahora        | «La esencia de tu voz»          |
| Ahora        | «No soy para ti»                |
| Ahora        | «Sin miedo a caer»              |
| Ahora        | «Ahora sabes como soy»          |
| Ojalá (2004) | «El cant dels ocells»           |
| Ahora        | «Miles de estrellas»            |
| Rosa         | «Europe's living a celebration» |
| Medley 1     | «Unchained melody»              |
| Medley 1     | «I have nothing»                |
| Medley 1     | «Something»                     |
| Medley 1     | «Ausencia»                      |
| Medley 2     | «I will go with you»            |
| Medley 2     | «Enough is enough»              |
| Medley 2     | «She works hard for the money»  |
| Medley 2     | «Hot stuff»                     |

### Posición en lista
| País   | Asociación | Lista              | Primera semana          | Posición | Semanales | Última semana       | Ref.   |
| España | Promusicae | Top 20 DVD Musical | 26 de diciembre de 2005 | 9        | 7         | 29 de enero de 2006 | [ 12 ] |